# Rafał Kozielewski
Rafał Kozielewski (15 de abril de 1976) es un deportista polaco que compitió en judo. Ganó una medalla de bronce en el Campeonato Europeo de Judo de 1998 en la categoría de –73 kg.

## Palmarés internacional
| Campeonato Europeo | Campeonato Europeo | Campeonato Europeo | Campeonato Europeo |
| Año                | Lugar              | Medalla            | Categoría          |
| ------------------ | ------------------ | ------------------ | ------------------ |
| 1998               | Oviedo (España)    | Medalla de bronce  | –73 kg             |